# 아베노 나카마로

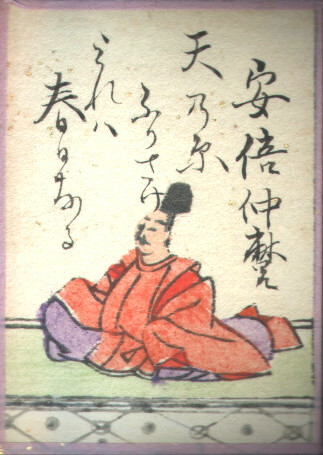
아베노 나카마로

아베노 나카마로(일본어: 阿倍 仲麻呂, 698년 ~ 770년 음력 1월)는 나라 시대의 견당유학생이다. 가바네(姓)는 아손(朝臣). 나카쓰카사다이호(일본어: 中務大輔)를 지냈던 아베노 후네모리(阿倍船守)의 아들로 남동생으로 아베노 오비마로(일본어: 阿倍帯麻呂)가 있다. 당나라에서 과거에 합격해 조형(晁衡)이라는 이름으로 당나라의 여러 관직을 역임하며 고관의 자리에 올랐지만, 귀국하지 못하고 당나라에서 죽었다.

## 생애
몬무 천황 2년(698년), 아베노 후네모리의 장남으로서 야마토국에서 태어났다. 어려서부터 학문에 뛰어났던 그는 료기 2년(717년), 다지히노 아가타모리(多治比県守)가 인솔하는 제9차 견당사를 따라 당나라의 수도 장안에 들어갔다. 동기 유학생으로 기비노 마키비나 겐보가 있었다.
당나라의 태학에서 공부하여 과거에 급제, 당나라 현종을 가까이서 모셨다. 진키 2년(725년) 낙양의 사경국교서(司経局校書)로 임관하여 진키 5년(728년)에는 좌습유, 덴표 3년(731년)에는 좌보궐(左補闕)의 관위를 겸했다. 주로 문학에 관련한 직무를 맡았던 덕분에 당대의 유명한 문장가인 이백·왕유·저광희 등의 수많은 시인들과 교분을 남겼고, 《전당시》에는 그에 관련된 당대 시인들의 작품이 남아 있다.
또한 견당사로 중국에 갔다가, 죽을 때까지 당나라에서 살았다. 아베노 나카마로는, 진남도호(당시의 베트남 지사 같은 것)로서 8세기경, 베트남의 땅을 방문했다. 일본에 돌아오는 도중에 난파되어, 베트남에 표착했고, 그 뒤 중국으로 돌아간 나카마로는, 일본에 돌아가는 것을 단념하고, 당의 정부에 청원해서 베트남의 장관이 되었다. 대나무와 소나무가 많은 베트남의 풍경은, 일본을 생각나게 해서, 나카마로가 매우 마음에 들어한 것 같다.

## 같이 보기
- 세이 신세이
- 견당사